# Velgic
Velzic és un municipi francès situat al departament de Cantal i a la regió d'Alvèrnia-Roine-Alps. L'any 2007 tenia 389 habitants.

## Demografia

### Població
El 2007 la població de fet de Velzic era de 389 persones. Hi havia 144 famílies de les quals 42 eren unipersonals (19 homes vivint sols i 23 dones vivint soles), 39 parelles sense fills, 51 parelles amb fills i 12 famílies monoparentals amb fills.
La població ha evolucionat segons el següent gràfic:
Habitants censats

### Habitatges
El 2007 hi havia 196 habitatges, 158 eren l'habitatge principal de la família, 29 eren segones residències i 9 estaven desocupats. 178 eren cases i 12 eren apartaments. Dels 158 habitatges principals, 128 estaven ocupats pels seus propietaris, 28 estaven llogats i ocupats pels llogaters i 1 estava cedit a títol gratuït; 12 tenien dues cambres, 17 en tenien tres, 29 en tenien quatre i 100 en tenien cinc o més. 114 habitatges disposaven pel capbaix d'una plaça de pàrquing. A 70 habitatges hi havia un automòbil i a 67 n'hi havia dos o més.

### Piràmide de població
La piràmide de població per edats i sexe el 2009 era:
| Homes | Edats   | Dones |
| ----- | ------- | ----- |
| 0     | 95 o +  | 0     |
| 0     | 90 a 94 | 4     |
| 0     | 85 a 89 | 0     |
| 0     | 80 a 84 | 4     |
| 4     | 75 a 79 | 4     |
| 8     | 70 a 74 | 8     |
| 16    | 65 a 69 | 20    |
| 4     | 60 a 64 | 8     |
| 4     | 55 a 59 | 8     |
| 12    | 50 a 54 | 8     |
| 20    | 45 a 49 | 16    |
| 8     | 40 a 44 | 20    |
| 16    | 35 a 39 | 16    |
| 24    | 30 a 34 | 12    |
| 16    | 25 a 29 | 8     |
| 8     | 20 a 24 | 8     |
| 12    | 15 a 19 | 8     |
| 12    | 10 a 14 | 20    |
| 24    | 5 a 9   | 8     |
| 12    | 0 a 4   | 8     |

## Economia
El 2007 la població en edat de treballar era de 251 persones, 175 eren actives i 76 eren inactives. De les 175 persones actives 160 estaven ocupades (87 homes i 73 dones) i 16 estaven aturades (11 homes i 5 dones). De les 76 persones inactives 25 estaven jubilades, 16 estaven estudiant i 35 estaven classificades com a «altres inactius».

### Ingressos
El 2009 a Velzic hi havia 166 unitats fiscals que integraven 397 persones, la mediana anual d'ingressos fiscals per persona era de 18.050 €.

### Activitats econòmiques
Dels 14 establiments que hi havia el 2007, 6 eren d'empreses de construcció, 1 d'una empresa de comerç i reparació d'automòbils, 2 d'empreses de transport, 2 d'empreses d'hostatgeria i restauració, 1 d'una empresa immobiliària i 2 d'empreses de serveis.
Dels 8 establiments de servei als particulars que hi havia el 2009, 1 era un guixaire pintor, 1 fusteria, 3 lampisteries, 2 restaurants i 1 agència immobiliària.
L'únic establiment comercial que hi havia el 2009 era una botiga de menys de 120 m².
L'any 2000 a Velzic hi havia 14 explotacions agrícoles que ocupaven un total de 576 hectàrees.

## Equipaments sanitaris i escolars
El 2009 hi havia una escola elemental.

## Poblacions més properes
El següent diagrama mostra les poblacions més properes.